# Djuptjärnen (Junsele socken, Ångermanland, 708768-154230)
Djuptjärnen är en sjö i Sollefteå kommun i Ångermanland och ingår i Ångermanälvens huvudavrinningsområde.